# Governatori generali del Tanganica
Quello che segue è un elenco di governatori generali del Tanganica dalla fondazione della colonia da parte dei tedeschi 1885 sino alla proclamazione dell'indipendenza dal governo inglese e la fondazione della repubblica nel 1962 con la sostituzione del capo di stato dal monarca del Regno Unito ad un presidente locale.

## Amministratori del protettorato dell'Africa orientale tedesca (1885-1891)
- Carl Peters, 1885-1888, amministratore
- Hermann von Wissmann, 1888-1891, commissario imperiale

## Governatori della colonia dell'Africa orientale tedesca (1891-1918)
- Hermann von Wissmann, 1 gennaio - 21 febbraio 1891, commissario imperiale, 1ª volta
- Julius von Soden, 1891-1893
  - Rüdiger, 1891, formalmente
- Friedrich von Schele, 1893-1905
- Hermann von Wissmann, 1895-1896, 2ª volta
- Eduard von Liebert, 1896-1901
- Gustav Adolf von Götzen, 1901-1906
- Albrecht von Rechenberg, 1906-1912
- Heinrich Schnee, 1912-1918, de facto sino al 1916

## Occupazione dell'Africa orientale tedesca da parte degli inglesi (1916-1922)
- Horace Archer Byatt, 1916-1920, amministratore
- Horace Archer Byatt, 1920-1922, governatore

## Governatori della colonia del Tanganica (1922-1961)
- Sir Horace Archer Byatt, 1922-1925
  - John Scott, 1924-1925, de facto
- Donald Charles Cameron, 1925-1931
  - Sir Douglas James Jardine, 1929, de facto
- George Stewart Symes, 1931-1934
- Sir Harold Alfred MacMichael, 1934-1938
- Sir Mark Aitchinson Young, 1938-1941
- Sir Wilfrid Edward Francis Jackson, 1941-1945
- Sir William Denis Battershill, 1945-1949
- Sir Edward Francis Twining, 1949-1958
- Sir Richard Gordon Turnbull, 1958-1961

## Governatori generali del Tanganica (1961-1962)
- Sir Richard Gordon Turnbull, 1961-1962